# Biblioteka Narodowa Luksemburga
Biblioteka Narodowa Luksemburga (fr. Bibliothèque nationale de Luxembourg) – biblioteka narodowa mieszcząca się od roku 1973 w odrestaurowanych dawnych murach Athenaeum, obok katedry w Luksemburgu.

## Historia
Po inwazji rewolucyjnej Francji w latach 1794/1795 w roku 1798 władze francuskie poleciły bibliotece Szkoły Głównej Departamentu Leśnictwa gromadzenie zbiorów pozostałych po starych bibliotekach Luksemburga, bibliotece kolegium jezuickiego i bibliotekach likwidowanych domów zakonnych. W roku 1848 rząd Luksemburga przejął zbiory pod swoją pieczę nadając im nazwę Biblioteki Luksemburga – Biblioteki Publicznej Miasta Luksemburga. W roku 1850 Biblioteka Luksemburga wchłonęła zbiory Ateneo Grand Ducal. Nazwę Biblioteka Narodowa przyjęła dopiero w roku 1899. Od roku 1973 biblioteka mieściła się w budynku opuszczonym przez liceum klasyczne Athenaeum i przeżywała gwałtowny rozwój. Wzrastające zbiory i liczba czytelników spowodowały, że przestrzenie magazynowe były zbyt małe, a przestrzenie publiczne nie spełniały kryteriów nowoczesnej biblioteki. Postanowiono wybudować nową siedzibę. W 2003 roku ogłoszono konkurs na projekt, który wygrała firma Wilson+Bolles. Bibliotekę planowano zbudować jako część budynku im. Roberta Schumana w którym znajduje się siedziba Parlamentu Europejskiego. Po kilku latach poproszono tych samych architektów Petera Wilsona i Julię Bolles-Wilson o przygotowanie nowego planu samodzielnego budynku biblioteki, którego budowa rozpoczęła się w 2013 roku.

### Nowy budynek
Ustawą z 18 kwietnia 2013 roku (Loi du 18 avril 2013 relative à la construction d’une nouvelle Bibliothèque nationale à Luxembourg-Kirchberg) podjęto decyzję o budowie nowego budynku dla biblioteki. Powstał on w dzielnicy Kirchberg. Budowę rozpoczęto w czerwcu 2014 roku, a otwarcie miało miejsce 1 października 2019 roku. Zostały do niego przeniesione dotychczas rozproszone zbiory i usługi. Czytelnicy mogą korzystać z czytelni, która jest rozmieszczona na trzech piętrach połączonych windą. Czytelnicy mają bezpośredni dostęp do 200 000 książek. Ponadto dostępne są punkty służące relaksacji, pokój muzyczny, przestrzenie do pracy grupowej, a rodzice mogą skorzystać ze specjalnych pokoi rodzinnych do prowadzenia badań z dziećmi. Zostały one wyposażone w zabawki, małe biurka, a nawet łóżeczka. Biblioteka wyposażona jest w automatyczny system transportu i sortowania książek, dzięki któremu możliwe jest wydawanie czytelnikom zamówionych dokumentów 24 godziny na dobę. W budynku znalazły się pracownie konserwacji, sale wystawowe, konferencyjne i szkoleniowe oraz kawiarnia. Czytelnicy dzięki specjalnej wrzutni, która znajduje się na zewnątrz budynku mają możliwość zwracania książek przez całą dobę. Książki można wypożyczać samodzielnie po zeskanowaniu kodu w jednym z terminali umieszczonych na terenie biblioteki.
Budynek ma 24 000 m² powierzchni, w tym czytelnie o powierzchni 6000 m².

## Zbiory biblioteczne

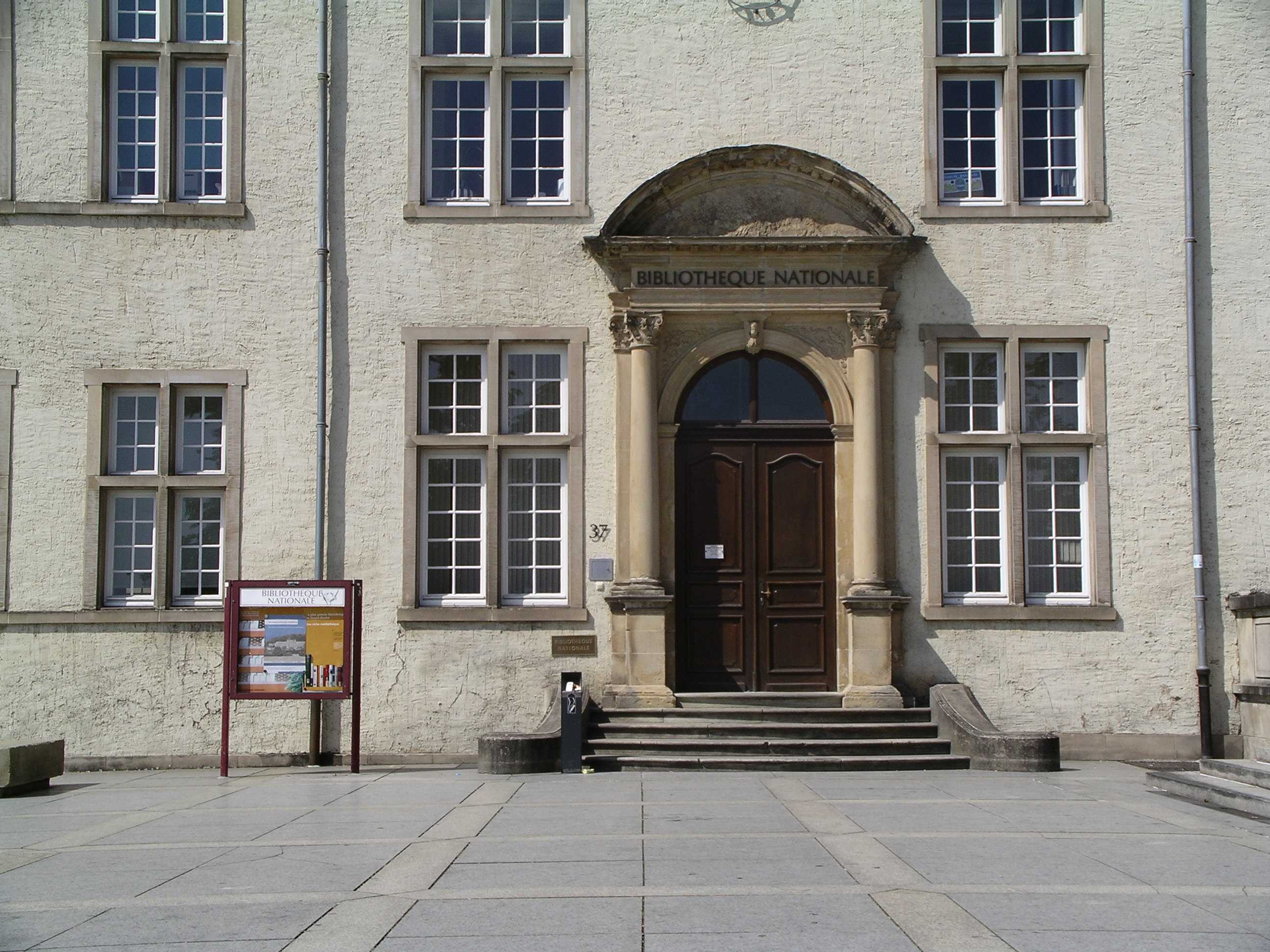
Dawny gmach Biblioteki Narodowej Luksemburga (do 2019 roku)

Na podstawie ustawy, od 2009 roku biblioteka ma prawo do 4 egzemplarzy książek, broszur i czasopism oraz po 2 egzemplarze pozostałych wydawnictw (kalendarze, pocztówki, plany, ryciny, druki cyfrowe na nośnikach fizycznych i inne). W przypadku druków, których wartość przekracza 250 euro, wydawnictw cyfrowych, prac dyplomowych i wydawnictw brajlowskich jest to jeden egzemplarz. Egzemplarze obowiązkowe należy przekazać w ciągu miesiąca do biblioteki. W 2019 roku czytelnicy mieli dostęp do ponad 1 800 000 woluminów, 77 800 czasopism elektronicznych, 641 000 książek elektronicznych, 390 baz danych i 60 codziennych i tygodniowych gazet luksemburskich.

## Bicherbus
W 1982 roku została na terenie Luksemburga uruchomiona biblioteka mobilna, która na mocy ustawy o bibliotekach publicznych z 24 czerwca 2010 roku podlega Bibliotece Narodowej. Obsługuje ona 100 miejscowości w Luksemburgu.